# Balıkesir
Balıkesir – miasto w Turcji. Ośrodek administracyjny prowincji Balıkesir.
Według danych na rok 2000 miasto zamieszkiwało 215 436 osób, a według danych na rok 2004 całą prowincję ok. 1 103 000 osób. Gęstość zaludnienia w prowincji wynosiła ok. 77 osób na km².
W mieście rozwinął się przemysł włókienniczy, rafineryjny oraz spożywczy.
W pobliżu miasta znajdują się kopalnie srebra oraz port lotniczy Balıkesir.
W czasach bizantyjskich zwany jako Palaiokastron (Παλαιόκαστρον).

## Miasta partnerskie
- Bergama, Turcja
- Kazań, Rosja
- Schwäbisch Hall, Niemcy
- Siirt, Turcja